# Бот (книга)
«Бот» (перевиданий у 2020 році під заголовком Бот. Атакамська криза) — перший український технотрилер українського письменника та мандрівника Максима Кідрука. У гостросюжетному романі поєднано сучасні технології, психологія та бойовик. Події роману вигадані, але все місця, природні об'єкти, техніка, зброя, фізіологічні особливості живих організмів реальні.
За сюжетом, український програміст Тимур Коршак отримує пропозицію високооплачуваної роботи в Чилі. Не знаючи в чому вона полягатиме, Тимур погоджується. Прибувши в Чилі, він опиняється в таємному лабораторному комплексі. Завдання його персоналу — зупинити так званих ботів — дітей-солдатів, керованих колективним розумом, які вирвалися на волю.
Максим Кідрук не радить читати книгу особам, яким не виповнилося 16 років.

## Сюжет
Молодий український програміст Тимур Коршак отримує виклик від колишнього замовника, якому колись продав «сирий» (не скомпільований) код для керування ігровими ботами. З тим кодом щось негаразд. Хлопець, спокусившись на великі гроші, вирушає у віддалену лабораторію на півночі Чилі. Тим часом його колега, Вадим Хорт, котрий вже працює над тим же проєктом, пише своїй дружині листа з застереженням аби Тимур в жодному разі не їхав на ту роботу. Згодом Вадим гине, його труп доставляють до Києва пошматованим, а на обличчі застиг вираз жаху.
У Чилі Тимура під конвоєм озброєних африканських найманців везуть у пустелю Атакама. Одна машина відстає і на неї нападають абсолютно схожі між собою хлопчаки. Авто відбивається і наздоганяє решту групи. Пізніше одного з хлопчаків доставляють у лікарню, але під час томографії його голову щось розриває. Прибувши до відмінно захищеного лабораторного комплексу, Тимур стає членом міжнародної групи вчених. Майже одразу він зауважує, що в комплексі сталася якась аварія.
Від тамтешніх учених Тимур дізнається, що їм вдалося розробити керовані рої нанороботів, утворених штучно поєднаними нитками ДНК. Вони спроможні долати гематоенцефалічний бар'єр, проникаючи в мозок, і з'єднуватись з нейронами та між собою, формуючи мозкові плати. Так з'явилися боти — діти-близнюки від сурогатних матерів, чий організм здатен сповна використовувати свої ресурси (саме дітей обрано, бо їхній череп ще росте, тому може без шкоди вмістити плати). Вони розроблялись на замовлення США та Японії з метою створення солдатів нового покоління, чиї мізки поєднані в одну безпровідну мережу та здатні обмінюватися даними в режимі реального часу.
Несподівано боти повертаються з пустелі, але тільки для того, щоб лишити записку зі словом «Хорт». Учений Ральф пояснює влаштування комплексу, принцип дії наноробтів, і що зв'язку з міркувань безпеки тут немає. Виявляється, що стимуляція нанороботами якоїсь із зон мозку зробила дітей надзвичайно жорстокими. Зі 110 піддослідних ботів 42 утекли — надзвичайно сильні та спритні. Загибель сторонніх людей неминуча, якщо Тимуру та кільком вчених не вдасться зупинити ботів. Проте у ботів є слабкості — вони малоактивні вдень, адже їхні мозкові плати тоді перегріваються, а також вони потребують альдостерону, інакше помруть. Тимуру та загону бійців доручають за 11 днів розшукати ботів, знешкодити й повернути до комплексу. Для цього Тимур досліджує алгоритми їх дій аби впровадити їх одному боту, що поширить їх між іншими та змусить прийти назад. Вчений Кейтаро припускає, що нанороботи випустили назовні дещо таке, що було неспроста заблоковане в людині в ході еволюції. Споряджена група вирушає на пошуки ботів.
Тим часом група ботів зв'язується з бандитами аби добути альдостерон, і відбирають зброю. Дорогою Тимур дізнається від найманця Ріно «Хедхантера» Ґроббелаара, що Хорт намагався спілкуватися з ботами. Пошуки приводять до безлюдного поселення в пустелі, де боти брали воду. За слідами ботів шукають в глибині пустелі, боєць Джеро, побачивши жертву ботів, тікає. Двоє бійців гинуть, пробираючись до печери, де ховаються боти. Врешті одного з ботів вдається розшукати в ущелині — він зрізав чиєсь лице і причепив собі аби не видати, що всі боти однакові. Хедхантер повертає Джеро і група від'їжджає назад до комплексу. Ріно убиває кількох ботів і настромлює їхні голови кількох на палі аби відлякати решту.
Під час другої вилазки в пустелю команда бере з собою газ зоман. Вона з'ясовує, що боти харчуються людьми, та знаходить кілька муміфікованих трупів. Тимур вважає це якогось виду пасткою. Виявляється, боти роздобули протигази та пошкоджують ємності з зоманом. Пошуковці самі ледве не отруюються, але кілька ботів гинуть, оскільки одягнули завеликі протигази. Також Тимуру вдається встановити, що боти не сплять, вимикаючи почергово ділянки мозку, а це призводить до відмови органів. Проте його спостереження дають висновок, що ботам хтось допомагає, забезпечуючи альдостероном.
Вчений Кацуро спалює матеріали Хорта, тож решта розуміють, що він щось приховує. Тимур з кількома вченими вламуються до кімнати Хорта. Всередині вони знаходять комп'ютер, через який виходять на зв'язок з колективним розумом ботів. Він прагне знайти Хорта, щоб той полагодив помилки в програмі нанороботів. У цей час в Пентагоні довідуються про негаразди в комплексі та планують в разі просування ботів до Болівії піддати пустелю бомбардуванню.

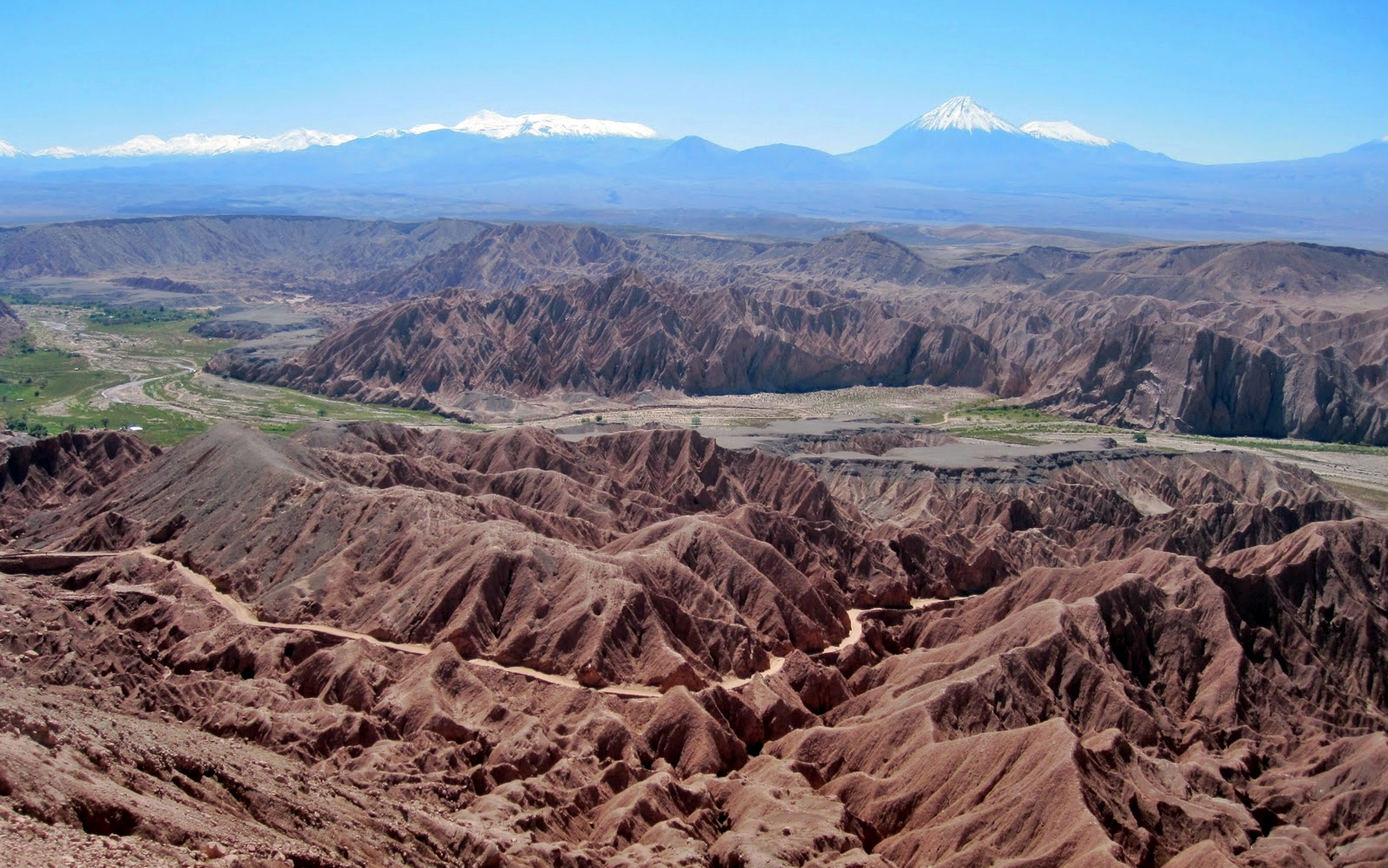
Пустеля Атакама,
місце де розгортаються події

Тимур з колегами намагається поспілкуватися з одним із ботів. Той малює фрактали, які раніше малював Хорт. Фрактали подобаються колективному розуму, котрого вчені вирішують називати психоістотою, за те, що демонструють утворення порядку з хаосу. Ботам обіцяють допомогти, якщо вони прийдуть до комплексу. Тимур змушує прибулих ботів знерухомитися, привертаючи їхню увагу фракталами. Психолог Лаура пропонує перевантажити ботів, показавши їм порно, що викличе перезбудження. Боти починають мастурбувати, втрачаючи пильність, що дозволяє легко їх розстріляти. Психоістота лютує, несподівано в комплексі зникає світло через вичерпання пального в генераторі. Незабаром його вдається заправити, але цей випадок наштовхує на підозри, що в комплексі є диверсант.
Дослідники здогадуються, що декілька з них заражені нанороботами й таємно виконують накази психоістоти. Одна з них, Ребекка, намагається вбити Тимура, тоді Хедхантер убиває її. Виявити заражених вирішують з допомогою сильного електромагнітного поля, котре завдасть їм болю. Лаура вирішує використати поле для стимулювання центру задоволення, що випробовують на одному з ботів. Тимурові вдається вийти в інтернет, він дізнається, що його дівчина Аліна, не отримуючи відповідей, почала зустрічатися з іншим. У цей час Пентагон надсилає в Чилі бомбардувальники для знищення комплексу.
Боти, що лишилися в комплексі, планують втечу, аби воз'єднатися з тими ботами, котрі все ще ховаються в пустелі. Завдяки Тимуру й Лаурі частину їх вдається знешкодити електромагнітом, стимулюючи ботам центр задоволення, і впровадити програму, що змусить впасти в екстаз при синхронізації з іншими ботами. Після цього частині ботів дозволяють утекти в пустелю. Розслідування встановлює, що ботам допоміг Кацуро. Той виявляється зараженим і Тимур зупиняє його, розбивши голову. Вцілілий персонал вирушає навздогін за ботами-втікачами аби вбити їх у їхньому лігві. Бомбардувальники знищують комплекс, а Тимур з рештою вцілілих потрапляє в лігво ботів, які все ще не синхронізувалися. Коли живими лишаються тільки Тимур і Ріно, написана Тимуром програма поширюється, змусивши ботів впасти у стан неконтрольованого екстазу. Тимур з товаришем убивають їх, але побоюються, що це були не всі.
Повернувшись на руїни комплексу, Тимур і Ріно знаходять Лауру, котра врятувалася, сховавшись у підвалі. Втрьох вони їдуть до найближчого міста, а звідти прямують до аеропорту. Там Тимур виходить на зв'язок з Аліною і вона вірить, що з ним сталося щось надзвичайне. Вони вирішують відновити стосунки, але Тимур тепер відчуває відразу до дітей, тож сумнівається чи заведе їх коли-небудь. Вже вирушаючи додому, Ріно дізнається з новин про пограбування, вчинене агресивними близнюками.

## Історія написання
На написання «Бота» Кідрука надихнули книги Майкла Крайтона, першого, хто писав у жанрі технотрилера. Під час роботи над книгою Максим Кідрук консультувався у кандидата наук з хімії, лікаря-фізіолога та психіатра. У романі описані реальні місця в пустелі Атакама.
Чорновий варіант книги автор дав десятьом дівчатам, для виявлення складних та незрозумілих місць. Внаслідок критики було скорочено велику частину складних описів та деталей. Після того, як автору вказали, що в романі немає жодного жіночого персонажа, з яким читачки могли б себе асоціювати, він змінив стать одного персонажа та переписав майже всі діалоги та сцени, пов'язані з ним.

## Популярність
Книга здобула широкий розголос: стартувавши на шістнадцятій позиції у ТОП-20 книгарні «Є», за 2 тижні піднялась на другу позицію, перший наклад розійшовся менш ніж за 2 місяці з дати виходу, а через 10 тижнів після виходу книга трималась у ТОП-10 основних книготоргових мереж України («Є», Читайка, Empik, Читай-город). Також книгою зацікавилися Росія та Німеччина. В 2013 вийшов переклад російською мовою для Росії, Білорусі, Казахстану, проте видання російською в Україні не вийде.

## Нагороди
- За роман «Бот» на «Коронації слова 2012» Максим Кідрук отримав спеціальну відзнаку «За найкращий твір на тему мандрів і подорожей», автор пояснив, що це не роман про подорожі, а перший український техно-трилер, але відзнаку все одно отримав[8].